# 東京都健康長寿医療センター
地方独立行政法人東京都健康長寿医療センター（とうきょうとけんこうちょうじゅいりょうセンター、英語: Tokyo Metropolitan Geriatric Hospital and Institute of Gerontology）は、東京都板橋区にある地方独立行政法人。1872年に設立された養育院を前身とする高齢者医学・医療の実践、老年学研究の草分けで、病院と研究所を擁する。2009年4月1日に東京都老人医療センターと東京都老人総合研究所が統合し、現在の機構が発足した。病院はエイズ治療を始めとして、複数の分野で拠点病院に指定されている。

## 沿革

### 養育院
東京都健康長寿医療センターの歴史は、1872年（明治5年）10月15日の養育院創立までさかのぼる。養育院は、ホームレスや病者、孤児などの窮民救済を目的とした施設で、病院、乳児院、孤児院、養老院などの機能を併せ持った。江戸時代の基金である七分積金を引き継いだ営繕会議所の事業として行われ、初代院長は渋沢栄一である。
養育院は当初、本郷加賀藩邸跡（現在の東京大学）の空長屋に設置された。その後、上野（現在の東京芸術大学上野キャンパスの校地）、神田、本所、大塚と移転を繰り返し、関東大震災後に板橋区に移転した。
養育院は、1889年（明治22年）に当時の東京府に移管された。

### 病院
1972年（昭和47年）に、養育院の附属機関として東京都養育院附属病院が設立された。その後、同病院は、昭和61年東京都老人医療センターに改名された。
1999年（平成11年）12月、東京都養育院条例が廃止されると養育院の名称が消滅し、老人医療センターは東京都（知事部局）高齢者施策推進室の所管となり、2009年に現在の組織に統合。

### 研究所
1972年（昭和47年）4月、東京都の1部局として東京都老人総合研究所が開所した。その後、1981年（昭和56年）には財団法人東京都老人総合研究所に、そして2002年（平成14年）には財団法人東京都高齢者研究・福祉振興財団東京都老人総合研究所に改組、2009年に現在の組織に統合。

### 東京都健康長寿医療センター
2009年（平成21）年、地方独立行政法人・東京都健康長寿医療センターが設立され、東京都老人医療センターは同地方独立行政法人に移管された。同時に、東京都老人総合研究所も同センター研究所として統合した。
東京都健康長寿医療センターが現在の病院建物に移転したのは2013年（平成25年）である。病棟は地上12階地下2階。
病床数は改組以前には一般667床、精神44床（予算定数はそれぞれ606床、40床）だったが、地方独立行政法人になってから一般539床、精神40床にまとめられ、移転に伴い一般520床、精神30床を備えた。
大規模災害時の支援体制、健康寿命を延ばす指導を行う。

## 病院

### 診療科
内科系
- 総合内科・高齢診療科
- 膠原病・リウマチ科
- 腎臓内科
- 糖尿病・代謝・内分泌内科
- 循環器内科
- 呼吸器内科
- 消化器・内視鏡内科
- 脳神経内科
- 血液内科
- 感染症内科
- 精神科
- 緩和ケア内科
- 骨粗鬆症外来
- 化学療法科
- フレイル外来
- ポリファーマシー・在宅支援外来

外科系
- 外科
- 血管外科
- 心臓外科
- 脳神経外科・脳血管内治療科
- 呼吸器外科
- 整形・脊椎外科
- 皮膚科
- 泌尿器科
- 眼科
- 耳鼻咽喉科
- 歯科口腔外科

血管病センター
認知症センター
がん相談支援センター
在宅医療・福祉相談室
中央診療部門
- 麻酔科
- リハビリテーション科
- 放射線治療科
- 病理診断科
- 臨床検査科
- 薬剤科
- 栄養科
- 臨床工学科
- 放射線診断科
- 健康長寿イノベーションセンター 研究開発ユニット
- 高齢者バイオリソースセンター

フレイル予防センター

### 医療機関の指定等
- 保険医療機関
- 救急告示医療機関
- 労災保険指定医療機関
- 指定自立支援医療機関（更生医療・精神通院医療）
- 身体障害者福祉法指定医の配置されている医療機関
- 精神保健指定医の配置されている医療機関
- 生活保護法指定医療機関
- 医療保護施設
- 戦傷病者特別援護法指定医療機関
- 原子爆弾被害者一般疾病医療取扱医療機関
- 公害医療機関
- 臨床研修指定病院
- エイズ治療拠点病院
- 特定疾患治療研究事業委託医療機関
- 地域型認知症疾患医療センター

## 研究所
自然科学系
- 老化機構研究チーム
  - 分子機構研究
  - プロテオーム研究
  - 細胞機能研究
- 老化制御研究チーム
  - システム加齢医学研究
  - 分子老化制御研究
  - 生体調節機能研究
- 老化脳神経科学研究チーム
  - 自律神経機能研究
  - 記憶神経科学研究
  - 神経回路機能研究
- 老年病態研究チーム
  - 心血管老化再生医学研究
  - 筋老化再生学研究
  - 運動器医学研究
- 老年病理学研究チーム
  - 高齢者がん研究
  - 神経病理学研究（高齢者ブレインバンク）
- 神経画像研究チーム
  - PET薬剤科学研究
  - PET画像診断研究

社会科学系
- 社会参加と地域保健研究チーム
  - 社会参加と社会貢献研究
  - ヘルシーエイジングと地域保健研究
  - 大都市高齢者基盤研究
- 自立促進と精神保健研究チーム
  - フレイルと筋骨格系の健康研究
  - 口腔保健と栄養研究
  - 認知症と精神保健研究
- 福祉と生活ケア研究チーム
  - 介護予防研究
  - 医療・介護システム研究
  - 介護・エンドオブライフ研究

## 交通
- 東武東上線大山駅下車徒歩
- 都営地下鉄三田線板橋区役所前駅下車徒歩

## 周辺医療施設
- 周辺には大きい医療施設・医療機関が多数ある地域である。
- 帝京大学医学部附属病院・日本大学医学部附属板橋病院・東京都立豊島病院など

## 主な研究
申請年と申請者の順。特筆しない場合を除き東京都健康長寿医療センター研究所の職員が申請。

### 科学研究費研究
認知症
- 井藤佳恵「認知症の保健・医療・介護連携体制のための多職種連携教育プログラムの開発」、2022年度 - 2024年度。
- 枝広あや子「本人視点を重視した地域在住認知症高齢者の歯科受診の障壁の解明」、2022年度 - 2024年度。
- 白部麻樹「アルツハイマー型認知症の容態に応じた円滑な口腔機能管理に関する調査研究」、2022年度 - 2024年度。
- 鈴木宏幸「新規学習を題材とした認知機能低下抑制介入プログラムにおける介入効果の機序の解明」、2022年度 - 2024年度。
- 多賀努「自己効力感を利用した若年性認知症の福祉的就労の場の拡大に関する研究」、2022年度 - 2026年度。
- 津田修治「認知症初期の本人の主体性を支えるリカバリーモデルに基づく新基軸介入プログラム」、2022年度 - 2024年度。
- 松原知康「ドパミントランスポーターイメージングの病理学的基盤の解明」、2022年度 - 2024年度。
- 宮崎晋介「心房細動アブレーションによる洞調律化が認知機能に与える効果の解明」東京医科歯科大学、2022年度 - 2024年度。
- 山田律子「認知症高齢者の『食べる喜び』を重視したエンドオブライフ・ケアガイドの開発」北海道医療大学2022年度 - 2025年度

## 主な出版物
- 東京都老人総合研究所、東京都老人医療センター、東京都健康長寿医療センター研究所『老年学公開講座』東京都老人総合研究所、1991年。NCID AN10396459。
- 東京都健康長寿医療センター看護部『写真でわかる高齢者ケア : 高齢者の心と体を理解し、生活の営みを支える』インターメディカ〈写真でわかるシリーズ〉2010年、ISBN 9784899962700、NCID BB01449332。
- 厚生労働省科学研究費補助金難治性疾患克服研究事業プリオン病のサーベイランスと感染予防に関する調査研究班、日本神経病理学会プリオン病の剖検・病理検査推進委員会『プリオン病の安全な剖検と病理検査のために』2012年。NCID BB08650703。
- 東京都健康長寿医療センター研究所	『東京都内における在宅サービスの災害対応に関する調査報告書 : 東日本大震災高齢者支援プロジェクト』東京都健康長寿医療センター研究所	2012年。NCID BB13104316。
- 〈災害支援セミナー"つなぐ"シリーズ : 東日本大震災の経験を首都圏防災につなぐセミナー〉東京都健康長寿医療センター（発行）
  - 立谷秀清、東京都健康長寿医療センター『震災対応から生活再建へ : 相馬市の対応』2012年（区市町村職員向けセミナー、平成24年度第1回）NCID BB20125804。
  - 横山成邦、東京都健康長寿医療センター『大震災における在宅医療支援ネットワーク形成の経験』2013年（区市町村職員向けセミナー平成24年度第2回）NCID BB20126421。
  - 小山剛、東京都健康長寿医療センター『中越震災及びその後のサンダーバードの活動 : サポートセンター創設の意味と今後の展開』2013年（区市町村職員向けセミナー平成24年度第3回）NCID BB20126771。
  - 多田一彦、東京都健康長寿医療センター『東日本大震災と広域後方支援の経験から』2013年（セミナー第4回）NCID BB20127184。
  - 佐々木あかね、東京都健康長寿医療センター『被災地における中長期的な保健活動の実践と課題 : 拡大する看護ニーズ』2014年（セミナー第5回）NCID BB20127457。
  - 菅原茂、小島基永、塩満芳子、東京都健康長寿医療センター『海と生きる気仙沼 : 創造的復興をめざして . 明日の元気をつくる! : 仮設住宅から始める介護予防』（セミナー第6回）2014年。NCID BB20128799。
- 東京都健康長寿医療センター研究所	『地域包括ケアにおける孤立予防戦略の展開 : 住民による「見守りチェックシート」の開発 : 報告書』東京都健康長寿医療センター研究所、2013年。NCID BB15228728。
- 菊地和則、東京都健康長寿医療センター研究所『高齢者虐待・不適切な介護への対応における医療との連携に関する調査報告書』東京都健康長寿医療センター研究所、2014年。NCID BB17263184。
- 認知症予防サポートセンター、東京都老人総合研究所、東京都健康長寿医療センター『ファイブ・コグ : 実施用ビデオ』第7版、認知症予防サポートセンター、2015年。
  - 改訂第9版、2018年。NCID BB27538493。
- 〈高齢者ケアシリーズ〉、インターメディカ（制作）、東京都健康長寿医療センター。ビデオ。
  - 井藤英喜、古田愛子『高齢者ケアの基本 ; 健康長寿のための指導』（vol.1 ; 1-2）、2015年。ISBN 9784899963530、NCID BB18375886。
  - 井藤英喜、古田愛子『認知症のケア ; せん妄のケア』（vol.2 ; 1-2）2015年。ISBN 9784899963547、NCID BB18376302。
  - 井藤英喜、古田愛子『感染症のケア : 院内感染予防対策を中心に ; 食事・栄養のケア』（vol.3 ; 1-2）2015年。ISBN 9784899963554、NCID BB18376776。
  - 井藤英喜、古田愛子『排泄のケア ; スキンケア』（vol.4 ; 1-2）2015年。ISBN 9784899963561、NCID BB18377098。
  - 井藤英喜、古田愛子『退院支援 ; 緩和ケア』（vol.5 ; 1-2）2015年。ISBN 9784899963578	、NCID BB18377305。
  - 井藤英喜、伊東美緒、東京都健康長寿医療センター看護部、木村陽子『認知症の人の「想い」からつくるケア』インターメディカ、2017年。	ISBN 9784899963691, 9784899963684、NCID BB24204775。
  - 東京都健康長寿医療センター、森寛子（災害医療）、井藤英喜、新開省二、高橋龍太郎『復興を見つめて : 東京都健康長寿医療センター東日本大震災被災者支援プロジェクト5年半の取り組み』東京法規出版、2018年。		ISBN 9784924763517、NCID BB25957225。
  - 金丸晶子、府川則子、井藤英喜『東京都健康長寿医療センター方式おいしく食べたい食べさせたい : 誤嚥が心配な人が安心して食べられるケア』インターメディカ、2018年。		ISBN 9784899963776、NCID BB26683996。
- 島田千穂、伊東美緒、東京都健康長寿医療センター研究所『認知症・超高齢者の看取りケア実践 : 現場でよくある22事例』日総研出版、2016年。ISBN 9784776017967、NCID BB21273057。
- 東京都健康長寿医療センター看護部『ナースの困ったに答える高齢者の看護ケア : よくみる疾患よく出合う問題』学研メディカル秀潤社、学研プラス（発売）、2016年。ISBN 9784780912456、NCID BB2200943X。
- 湯浅美千代、東京都福祉保健局高齢社会対策部在宅支援課、東京都健康長寿医療センター『看護師認知症対応力向上研修テキスト』4版、東京都福祉保健局高齢社会対策部在宅支援課、東京都健康長寿医療センター、2016年。ISBN 9784865693492、NCID BB23937260。
- 東京都健康長寿医療センター研究所、健康長寿新ガイドライン策定委員会『健康長寿新ガイドラインエビデンスブック』東京都健康長寿医療センター研究所、社会保険出版社（発売）、2017年。ISBN 9784784603121、NCID BB24315958。
- 東京都健康長寿医療センター、森寛子（災害医療）、井藤英喜、新開省二、高橋龍太郎『復興を見つめて : 東京都健康長寿医療センター東日本大震災被災者支援プロジェクト5年半の取り組み』東京法規出版、2018年。ISBN 9784924763517、NCID BB25957225。
- 東京都福祉保健局、東京都健康長寿医療センター『若年性認知症の本人の通いの場をつくるガイドブック : 事業所における実践ポイント』東京都保健福祉局高齢社会対策部在宅支援課〈東京都若年性認知症支援事業、令和元年度〉、2020年。NCID BC02627568。NCID BC03373476。
- 日本老年医学会、東京都健康長寿医療センター『フレイルサポート医のための疾患治療マニュアル』文光堂、2022年。ISBN 9784830620669、NCID BC16606293。

### 年報、事業評価
- 東京都健康長寿医療センター『地方独立行政法人東京都健康長寿医療センター年報』東京都健康長寿医療センター経営企画局、2010年。NCID AA12576777。

- 健康長寿医療センターの過去・現在・未来調査研究会『地方独立行政法人の社会科学による検証 : 10年経過した「健康長寿医療センター」の総合研究報告書』東京自治問題研究所、2020年。ISBN 9784902483154、NCID BB30990795。

- 東京都福祉保健局高齢社会対策部施設支援課『地方独立行政法人東京都健康長寿医療センター業務実績評価書』東京都福祉保健局高齢社会対策部施設支援課、2020年。

- 東京都福祉保健局高齢社会対策部施設支援課『地方独立行政法人東京都健康長寿医療センター業務実績評価書』東京都福祉保健局高齢社会対策部施設支援課、2021年。NCID BC10008583。
- 東京都福祉保健局高齢社会対策部施設支援課『地方独立行政法人東京都健康長寿医療センター業務実績評価書 — 地方独立行政法人東京都健康長寿医療センター第3期中期目標期間の終了時に見込まれる業務実績評価書』東京都福祉保健局高齢社会対策部施設支援課、2022年。NCID BC17174478。